# Vitoria Basaia

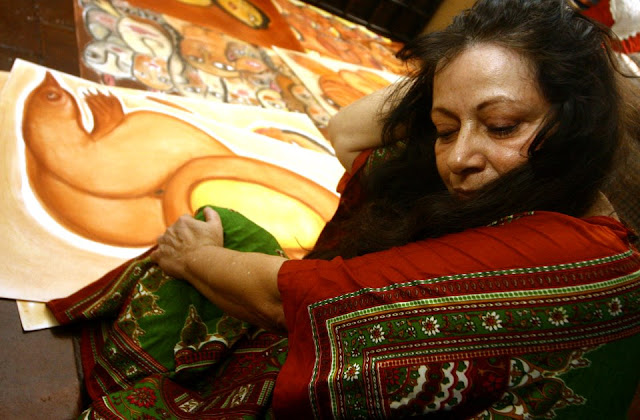
Vitória Basaia em seu atelier.

Vitória Basaia (Rio de Janeiro, 1951) é uma gravurista, conceitualista, escultora e produtora cultural brasileira
Carioca, foi morar mais tarde em Cuiabá, no Mato Grosso. Faz parte do conselho de cultura de Várzea Grande e já escreveu um livro sobre técnicas e pesquisa em arte e educação. 
Também desenvolveu projetos de reciclagem de lixo junto à população carente.
Radicada desde 1981 em Mato Grosso, reside na cidade de Várzea Grande, região metropolitana de Cuiabá.  Artista plástica autodidata, Basaia desenvolve pesquisas com pigmentos naturais e materiais recicláveis desde 1985. Em 1992 deu início ao projeto Galeria do Povo, com interferências urbanas em murais, em fachadas de casas, lojas e praças.
A casa da artista funciona como um museu de sua própria arte, estando aberta à visitação de estudantes, profissionais da área, artesãos, artistas e demais pessoas que pesquisam e apreciam a arte. O acervo é constituído de mais de mil obras, entre  telas, desenhos, esculturas que tratam de temáticas variadas, mas que se sobressaem temas ecológicos,  lendárias.